# Charles Brown (Konstrukteur)

Charles Brown (um 1865)

Charles Brown (* 30. Juni 1827 in Uxbridge, Middlesex (heute London); † 6. Oktober 1905 in Basel) war ein englischer Maschinenkonstrukteur und Gründer der Schweizerischen Lokomotiv- und Maschinenfabrik.

## Biografie

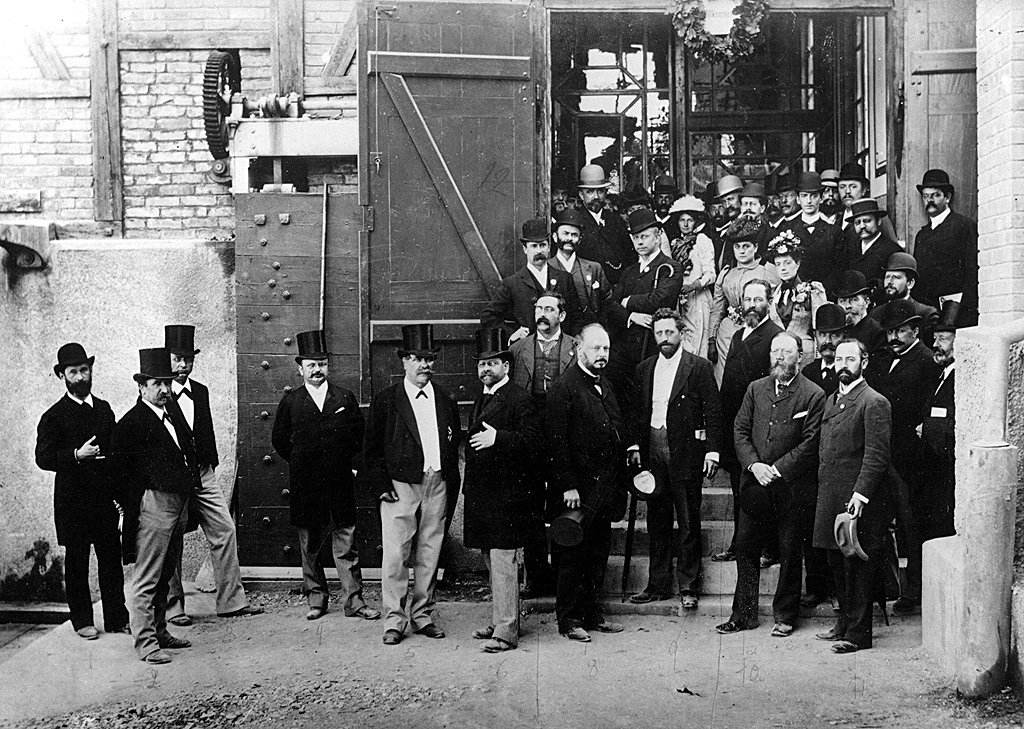
Charles Brown (vorne, 3. von rechts), besucht 1891 anlässlich der Elektrotechnischen Ausstellung, das Wasserkraftwerk zu Lauffen am Neckar

Charles Brown war Autodidakt und Praktiker mit einem ausserordentlichen räumlichen Vorstellungsvermögen. Er brachte sich das Ingenieurwesen selbst bei und bildete sich bei der Maschinenfabrik Maudslay, Sons and Field in London weiter. 1851 trat er in die Firma Sulzer in Winterthur ein, die damals 100 Angestellte zählte. Er heiratete Eugénie Pfau und hatte mit ihr sechs Kinder. Als Angestellter von Sulzer entwickelte er die „Sulzer-Brownsche Ventildampfmaschine“, für die er 1878 die Goldene Medaille der Weltausstellung in Paris erhielt.
1871 entschloss er sich die Firma zu verlassen, weil er die Gebrüder Sulzer nicht für den Bau von Dampflokomotiven gewinnen konnte. Zusammen mit Investoren gründete Brown 1871 in Winterthur die Schweizerische Lokomotiv- und Maschinenfabrik (SLM) und wurde deren Direktor. Der Markt für normalspurige Lokomotiven war durch Importe aus England blockiert, so dass man sich auf Zahnrad- und Strassenbahnlokomotiven spezialisierte. Bekannt wurden die Tramwayloks "System Brown", die ein Balancier und eine neue, von Brown entwickelte Steuerung aufwiesen. Sie wurden 1878 auf der Weltausstellung in Paris erfolgreich vorgestellt. Die Firma von Lucien Corpet und Charles Bourdon (später Corpet, Louvet et Cie) erwarb die Lizenz für den französischen Markt und baute 47 Jahre lang Lokomotiven nach diesem Prinzip. 1884 wechselte er zur Maschinenfabrik Oerlikon (MFO), nachdem er das Angebot erhalten hatte, die elektrotechnische Abteilung aufzubauen. Bei der MFO konstruierte er mit seinem ältesten Sohn Charles den ersten dreiphasigen Hochleistungsgenerator. Bereits ein Jahr später verliess er die Stelle, um im Auftrag von Armstrong, Mitchell & Co. (Newcastle upon Tyne) eine Marinewerkstätte in Pozzuoli aufzubauen. Ab 1890 war er als selbständiger Ingenieur in Basel tätig.
Sein Sohn Charles gründete 1892 zusammen mit Walter Boveri in Baden die Firma Brown, Boveri & Cie. (BBC), wobei der Vater Beraterdienste leistete. Der jüngere Sohn Sidney, der ebenfalls in leitender Funktion für die BBC arbeitete, trug eine viel beachtete Kunstsammlung zusammen, die heute im Museum Langmatt in Baden zu sehen ist, und war 1882 erster Präsident des späteren Radsportvereins RV Winterthur.

## Quelle
- Otto Mittler: Geschichte der Stadt Baden, Band 2: Von 1650 bis zur Gegenwart. Sauerländer, Aarau 1965, DNB 366880357, S. 267.
- Bernd Rohr und Herbert Wiele:  Lexikon der Technik, Bibliographisches Institut Leipzig, 1986 Verlagslizenz-Nr. 433-133/203/86 Brown, Charles  S. 90